# Anoteropsis canescens
Anoteropsis canescens là một loài nhện trong họ Lycosidae.
Loài này thuộc chi Anoteropsis. Anoteropsis canescens được Goyen miêu tả năm 1887.